# Ctenops nobilis
Ctenops nobilis е вид лъчеперка от семейство Osphronemidae, единствен представител на род Ctenops. Видът е почти застрашен от изчезване.

## Разпространение
Разпространен е в Бангладеш и Индия (Асам, Бихар, Западна Бенгалия и Сиким).